# Le Mesnil-Benoist
Le Mesnil-Benoist (Ausspracheⓘ) ist eine ehemalige französische Gemeinde mit zuletzt 47 Einwohnern (Stand: 1. Januar 2014), den Benoisiens, im Département Calvados in der Region Normandie.
Zum 1. Januar 2017 wurde Le Mesnil-Benoist im Zuge einer Gebietsreform zusammen mit neun benachbarten Gemeinden als Ortsteil in die neue Gemeinde Noues de Sienne eingegliedert.

## Geografie
Le Mesnil-Benoist liegt rund 62 km südwestlich von Caen. Das im Département Manche gelegene Saint-Lô ist etwa 32 km entfernt.

## Bevölkerungsentwicklung
| Jahr                             | 1793 | 1836 | 1876 | 1926 | 1946 | 1968 | 1990 | 2014 |
| Einwohner                        | 163  | 130  | 136  | 104  | 92   | 65   | 46   | 47   |
| Quelle: Cassini, EHESS und INSEE |      |      |      |      |      |      |      |      |

## Sehenswürdigkeiten
- Kirche Notre-Dame aus dem 16.–18. Jahrhundert